# Агломерація матеріалу
Агломерація (рос. агломерация, англ. agglomeration by sintering, sintering; нім. Agglomerieren, Agglomeration, Sinterung, Sinterbrennen) — технологічний процес збільшення тонко- і дрібнодисперсних матеріалів до більших розмірів за допомогою різних природних сил.

## Визначення. Різновиди
1. Спікання дрібнозернистих або пилуватих матеріалів (рудної маси), що є складовою частиною металургійної шихти, у грудкувату сипку систему (агломерат) з метою поліпшення умов використання руди в металургійному процесі.
2. Утворення агрегатів у різних технологічних процесах. Див., наприклад, масляна агломерація.

## Техніка і технологія агломерації
Див. більше: Агломерація залізних руд
Агломерація, спікання (в металургії) — термічний процес утворення відносно великих грудок руди (грудкування) з подрібнених або пилуватих матеріалів (руди, рудних концентратів) з метою надання їм властивостей, необхідних для плавки. Найширшого застосування набула А. в металургії: в чорній — для грудкування пилоподібних залізних руд, їх концентратів та колошникового пилу; в кольоровій — для спікання нікельових, мідних, свинцевих, цинкових та ін. руд. У промисловості будівельних матеріалів А. застосовують для випалювання клінкеру, бокситів тощо.
Процес агломерації залізних руд був винайдений англійцями Ф. Геберлейном і Т. Хатінгтоном у 1887 році. Перша агломераційна стрічка була введена в дію у Бедборо (США) 1911 року за патентом Дуайта, Ллойда 1906 року.  У СССР першу агломераційну стрічку було введено в дію у травні 1930 року на Керченському металургійному заводі імені Войкова. 
Грудкування відбувається внаслідок злипання окремих нагрітих частинок шихти при поверхневому їх розм'якшенні, перекристалізації або внаслідок утворення легкоплавких сполук, що вв'язують частинки під час остигання агломерованого продукту. Найчастіше А. здійснюється під час проходження повітря зверху вниз крізь шар шихти, розташованої на колосникових ґратках. Головні складові шихти: руда, концентрат і добавки, що підлягають окускуванню, паливо — для одержання тепла, волога — для забезпечення оптимальної газопроникності шихти. Складена в певній пропорції, згідно з властивостями вихідних матеріалів та заданою якістю агломерату, і рівномірно перемішана, шихта завантажується на ґратки агломераційної машини шаром певної товщини, зумовленої газопроникністю шихти.
Найширшого застосування в СРСР набули агломераційні машини стрічкового типу (мал.) внаслідок простої конструкції, безперервності процесу спікання, великої продуктивності і низької собівартості агломерату. Найважливішою частиною цих машин є пластинчастий транспортер («стрічка»), складений з окремих візків, дно яких зроблене з колосників, що безперервно рукаються між двома зубчастими колесами. Під верхнюю, робочою частиною машини розташовані вакуум-камери, де ексгаустером створюється розрідження, що забезпечує просмоктування повітря крізь шихту та її спікання. Під час руху стрічки шихта, завантажена в головну частину машини, підводиться під запалювальне горно, що працює здебільшого на газоподібному паливі. Продукти горіння просмоктуються вниз крізь шихту І нагрівають її верхній шар до температури займання пального. Після виходу з-під запалювального горна крізь шихту під час руху стрічки просмоктується повітря, що забезпечує горіння палива в шихті. Процес А відбувається послідовно вверху в міру горіння палива і закінчується над останніми вакуум-камерами. Готовий агломерат надходить в дробарку і грохот, що розділяє його на кускову фракцію для плавильних печей і дрібну, яка знову надходить в агломераційну шихту («повернення»). Продуктивність стрічкової агломераційної машини визначається площею ефективної поверхні ґраток, яка дорівнює 18, 50, 75 і 200 мг (вихід агломерату з 1 мг поверхні ґраток становить близько 40 т на добу).
Останнім часом розроблено ряд способів інтенсифікації процесів А., які значно підвищили продуктивність агломераційних машин. Для доменного виробництва освоєно нові види агломерату (офлюсований, залізо-марганцевий), застосування яких підвищило продуктивність доменних печей і знизило витрати коксу.
Для металургії А. має надзвичайно важливе значення, бо через наявність великої кількості дрібних кусків значна частина видобутих залізних руд не може бути використана для доменної плавки. У кольоровій металургії А. є необхідною ланкою технологічного процесу, без якої виплавлення кольорових металів у сучасних масштабах було б неможливим.

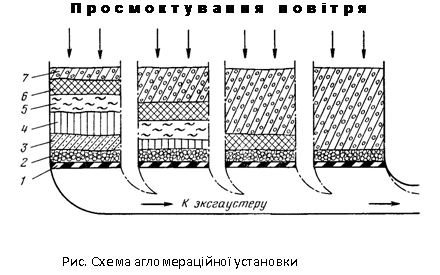
Рис. 1.

Схема агломераційного процесу показана на рис.1. На колосникові решітки установки 1 (наприклад, на візок агломераційної машини) завантажують постіль 2. Після укладання постелі завантажують шихту шаром 250-300 мм. Під колосниковими решітками ексгаустером створюється розрідження порядку 7-10 кПа, в результаті чого з поверхні в шар засмоктується зовнішнє повітря. Після включення ексгаустера запалюють верхній шар шихти; це здійснюється просмоктуванням розпечених до 1473-1513  продуктів горіння, що утворяться при згорянні суміші доменного і коксового газів у пальнику (або запальному горні). Продукти горіння газу віддають тепло верхньому шару шихти, видаляючи з нього вологу, і створюють умови для початку горіння палива шихти. Горіння підтримується повітрям, що просмоктують із атмосфери. Зона горіння 6 поступово переміщається зверху вниз (до колосників) зі швидкістю 10-40 мм/хв. При пе-реміщенні зони горіння до достели процес спікання закінчується. Процес триває 7-15 хв. Особливістю агломераційного процесу є те, що в кожен даний момент горіння відбувається тільки у вузькому шарі шихти (не більше 40 мм). Нижче зони горіння перебуває шихта, в якій частки пального не можуть горіти через низьку температуру, недостатньої для запалення (менше 973 К), і малого вмісту кисню в просмоктувоємому газі.
В зоні горіння палива (коксика) протікають процеси перекристалізації мінералів. Фізико-хімічні властивості агломерату визначаються температурою в цій зоні.
Вище зони горіння перебуває готовий агломерат 7, через який просмокту-ється повітря. Прохолоджуючи агломерат, повітря нагрівається. Тепло повітря використається в нижчеліжачій зоні горіння палива, де температура досягає 1673-1873К. Зона готового агломерату 7 характеризується закінченим термічним процесом. В цій зоні має місце    часткове окислювання киснем повітря залізорудних матеріалів готового агломерату - перехід частини магнетиту в гематит.
За зоною горіння іде зона нагрівання шихти 5, в якій протікають процеси розкладання карбонатів, гідратів, а також відновлювальні процеси. Хоча в цілому агломераційний процес проводиться з надлишком повітря, для мікро обсягів, що містять палаючі частки палива, характерна відбудовна атмосфера.
В зоні сушіння 4 випаровується гігроскопічна волога шихти. При висиханні грудочки шихти, частково розсипаючись, ущільнюють її. З цієї причини зона сушіння представляє найбільший опір проходженню газів через шихту. Зона перезволоження 3, що лежить над зоною постелі, характеризується підвищеною вологістю. Перезволоження відбувається внаслідок конденсації водяної пари, при зіткненні газів. що відходять, з більш холодною частиною шихти.
Постіль прямої участі в процесі агломерації не бере. Вона охороняє колосникові решітки від впливу високих температур, запобігає просипанню шихти через зазори, полегшує схід агломерату з решіток після закінчення процесу.
Розподіл на зони процесу спікання прийнято умовно, тому що в дійсності він протікає безупинно. Температура газів, що відсмоктують ексгаустером, протягом тривалого часу становить 323-333 К и тільки в останні хвилини процесу підвищується до 473-573 К. Агломераційний процес є високо економічним, тому що забезпечується майже повне використання тепла газів, що відходять, і значної частини тепла готового продукту.
В результаті спікання одержують спік. Попередньо охолоджений спік дроблять і направляють на просівання для відділення гарячого повернення (клас 0-8 мм). Агломерат крупністю більше 8 мм надходить на охолодження і далі на просівання. Після просівання агломерат класів +50 та -50 +13 мм направляється в доменний цех, а клас -13 +8 мм - для використання в якості постелі на агломераційній машині.
Найбільше поширення для агломерації залізних руд і концентратів одержали агломераційні машини конвеєрного типу, які являють собою конвеєр, що складається з окремих візків, що переміщуються по замкнутих на-прямних.
Каркас із напрямними є основою, на якій монтуються візки, число яких залежить від розмірів машини. Переміщення візка здійснюється приводом, розташованим у головній частині машини. Рух візків у зворотному напрямку убік привода відбувається самоходом внаслідок ухилу нижньої частини машини.
На горизонтальній (робочій) ділянці візки проходять по рейковому шляху над 15 вакуум-камерами, з'єднаними з газовим колектором ексгаустером.
В головній частині машини системою живильників здійснюється заванта-ження шихти на візок і запалювання її під горном горючими продуктами горіння суміші коксового або доменного газів. В міру просування візків до розвантажувального кінця машини (хвостова частина) шихта перетворюється в спік (агломераційний пиріг) (див. рис.1.1).
Надалі візки, розвантаживши агломерат на охолоджувач, повертаються по нижній похилій ділянці шляху в головну частину машини, і потім знову підніма-ються на горизонтальну ділянку.
Для дроблення агломераційного спека застосовують одновалкові зубчасті дробарки. Для відділення гарячого повернення застосовують самобалансові грохоти. Охолодження агломерату здійснюють в спеціальних охо-лоджувачах.